# Katheryn Curi
Pour les articles homonymes, voir Curi.
Katheryn Mattis, née Curi le 29 mai 1974 à Goshen, est une cycliste américaine. Elle est devenue professionnelle en 2004.

## Palmarès
- 2004
  - 3e de la Cat's Hill Classic
- 2005
  -  Championne des États-Unis sur route
- 2008
  - Geelong World Cup
- 2010
  - 1re étape de la Joe Martin Stage Race
  - 5e étape du Tour de l'Aude cycliste féminin
  - 2e de la Joe Martin Stage Race